# Markku Häkkinen
Markku Häkkinen (14 de janeiro de 1946 – 5 de dezembro de 2015) foi um botânico autodidata finlandês, considerado um dos maiores especialistas mundiais sobre a taxonomia de bananas. Quarenta e seis das setenta espécies conhecidas de bananas silvestres foram descritas por Häkkinen. A Linnean Society of London concedeu-lhe o Prêmio H. H. Bloomer de 2009.
Häkkinen teve seu interesse despertado pela botânica em suas viagens em volta do mundo durante sua carreira como capitão náutico. Após aposentar-se dedicou-se à botânica. Fez 18 expedições a Bornéu, Brunei, China, Índia, Indonésia, Malásia, Tailândia e Vietnã. Publicou mais de 80 artigos científicos em periódicos científicos internacionais.
As seguintes espécies de bananeiras foram denominadas em sua memória: Musa haekkinenii, Musa velutina subsp. markkuana e Musa markkui .